# Kazan Kremlin Cup 2013
El Kazan Kremlin Cup 2013 fue un torneo de tenis profesional que se jugó en pista dura. Se trató de la 4ª edición del torneo que forma parte del ATP Challenger Tour 2013. Tuvo lugar en Kazán, Rusia entre el 21 y el 27 de octubre de 2013.

## Jugadores participantes del cuadro de individuales

### Cabezas de serie
| Favorito | País                  | Jugador              | Rank1 | Posición en el torneo |
| 1        | Bandera de Rusia      | Yevgueni Donskoi     | 84    | Segunda ronda         |
| 2        | Bandera de Rusia      | Teimuraz Gabashvili  | 105   | Primera ronda         |
| -------- | --------------------- | -------------------- | ----- | --------------------- |
| 3        | Bandera de Ucrania    | Oleksandr Nedovyesov | 124   | CAMPEÓN               |
| 4        | Bandera de Kazajistán | Andrey Golubev       | 131   | FINAL                 |
| 5        | Bandera de Italia     | Matteo Viola         | 132   | Cuartos de final      |
| 6        | Bandera de Serbia     | Dušan Lajović        | 138   | Cuartos de final      |
| 7        | Bandera de Alemania   | Matthias Bachinger   | 146   | Segunda ronda         |
| 8        | Bandera de Moldavia   | Radu Albot           | 172   | Segunda ronda         |

- 1 Se ha tomado en cuenta el ranking del 14 de octubre de 2013.

### Otros participantes
Los siguientes jugadores recibieron una invitación (wild card), por lo tanto ingresan directamente al cuadro principal:
- Baris Erguden
- Aslan Karatsev
- Timur Kiuamov
- Andrey Rublev

Los siguientes jugadores ingresan al cuadro principal tras disputar el cuadro clasificatorio:
- Maxim Dubarenco
- Richard Muzaev
- Antal van der Duim
- Alexey Vatutin

Los siguientes jugadores ingresan al cuadro principal como perdedores afortunados:
- Alexander Rumyantsev

## Campeones

### Individual Masculino
- Oleksandr Nedovyesov derrotó en la final a  Andrey Golubev 6–4, 6–1

### Dobles Masculino
- Radu Albot /  Farrukh Dustov derrotaron en la final a  Egor Gerasimov /  Dzmitry Zhyrmont 6–2, 6–73, [10–7]